# Koto (Tokio)
Kōtō (江東区, Kōtō-ku) is een van de 23 speciale wijken van Tokio. Koto heeft het statuut van stad en noemt zich in het Engels ook Kōtō City. In 2008 had de wijk 442.271 inwoners. De bevolkingsdichtheid bedroeg 11.070 inw./km². De oppervlakte van de wijk is 39,48 km².

## Geografie
Kōtō ligt in het oosten van Tokio, tussen de Sumidagawa in het westen en de Arakawa in het oosten. De wijk grenst aan de wijken Chūō en Edogawa. Enkele grote districten in Kōtō zijn Kameido, Kiba, Kiyosumi, Monzen-nakachō, Shirakawa, en Toyosu. 
Kōtō ligt aan de Baai van Tokio. De districten Ariake en Aomi, die onderdeel uitmaken van het eiland Odaiba, vallen ook onder Kōtō.
Veel van het land in Kōtō is staats- of privé-eigendom. Er staan nog maar weinig tempels en schrijnen. 
Sinds 20 april 1989 is Kōtō een zusterwijk van Surrey, Brits-Columbia, Canada.

## Geschiedenis
Het westelijke deel van Kōtō was oorspronkelijk deel van de wijk Fukagawa. Deze wijk werd zwaar getroffen tijdens de Aardbeving in Kanto 1923 en bombardementen tijdens de Tweede Wereldoorlog.
De huidige wijk ontstond op 15 maart 1947, toen de wijken Fukagawa en Jōtō werden samengevoegd.

## Economie
Ibex Airlines heeft haar hoofdkwartier in Kōtō. Ook Sony heeft een grote vestiging in Kōtō, te weten in het Ariake Business Center.